# Dasyvalgus ochii
Dasyvalgus ochii är en skalbaggsart som beskrevs av Miyake 1989. Dasyvalgus ochii ingår i släktet Dasyvalgus och familjen Cetoniidae. Inga underarter finns listade i Catalogue of Life.